# (400308) Antonkutter
(400308) Antonkutter est un astéroïde de la ceinture principale.

## Description
(400308) Antonkutter est un astéroïde de la ceinture principale. Il fut découvert le 13 octobre 2007 à Gaisberg par Richard Gierlinger. Il présente une orbite caractérisée par un demi-grand axe de 2,55 UA, une excentricité de 0,12 et une inclinaison de 6,2° par rapport à l'écliptique.